# Силенко Лев Терентійович
Лев Терентійович Силе́нко (27 вересня 1921, с. Богоявленське (Ратьківка), Кіровоградська обл. — 25 листопада 2008, Канада)  — наставник і жрець Рідної Української Національної Віри (РУНВіри). Псевдонім — Лев Тигрович Орлигора.

## Життєпис
Живий свідок Голодомору 1932—1933 і репресій сталінського режиму, жертвою яких був його батько, в'язень німецьких концтаборів, учасник боротьби за надання урядами західних країн права емігрувати полоненим українцям в США, один із організаторів українського життя в США та Канаді[джерело?].
Навчався у Кременчуцькому бібліотечному технікумі.
Перед 2-ю світовою війною працював кореспондентом багатотиражної газети, яка виходила на металургійному заводі ім. Сталіна в тодішньому Сталіно. Письменницький псевдонім — Лев Тигрович Орлигора.
З 1940 року проходив службу у Червоній Армії. Після початку радянсько-німецької війни Силенко восени 1941 року потрапив у німецький полон. У 1947 р. свідчив про Голодомор 1932—1933 рр. в Україні на процесі в Парижі[джерело?]. Навчався у Гальденберзькому університеті (Німеччина)[джерело?].
У 1953 прибув до Канади.
Проповідувати РУНВіру почав з 1964 року, 1979 року дописав книгу «Мага Віра» — священну книгу РУНВіри.
У 1964 р. заснував часопис «Рідна Віра» у Вінніпезі, у 1966 р. — часопис «Самобутня Україна»
в Чикаго.
У 1966 заснував і очолив організацію «Об'єднання Синів і Дочок України Рідної Української Національної Віри».
У 2006 році переніс інсульт. Кошти на лікування допомогли дістати друзі Силенка — родина Чумаченків (звідки походить і дружина Віктора Ющенка — Катерина Чумаченко).
12 травня 2008 року повернувся до України, але у вересні того ж року внаслідок несприятливих обставин був змушений виїхати за кордон.
Помер в листопаді 2008 року в Канаді.
Лев Силенко заповів поховати себе за трипільськими звичаями: щоби тіло кремували, частину праху розвіяли над однією з найвищих круч над Дніпром, а на тому місці побудували Храм Дажбожий. А іншу частину праху щоб поховати в рідному селі й на тому місці зробити могилу. Текст Заповіту до громад РУНВіри не доведено.

## Вшанування пам'яті
Будинок в його рідному селі, де він народився і прожив дитинство, було перетворено на «Святиню Різдва Лева Силенка» — храм-музей РУНВіри, а на стіні цього храму установили меморіальну дошку Леву Силенку.

## Творчий доробок
Автор збірки «Люблю» (1958), книжок «Мага врата» (1969), «Мага віра» (1979).
Окремі видання:
- Орлигора Л. Будні нашої епохи: Трилогія. — Лондон: Українська видавнича спілка, 1953—1954. –Т. 1, 2.
- Орлигора Л. До сонця України. — Нюрнберґ, 1946. — 24 с.
- Орлигора Л. Про большевицький фашизм. — Нюрнберґ, 1946. — 28 с.
- Орлигора Л. Проблеми демократії: Фраґменти з доповіді. — Авґсбурґ, 1946. — 26 с.
- Силенко Л. Мага Віра. РУНВ. — Велика Британія — США, 1979. –1428 с.
- Силенко Л. Мага врата. — Вінніпег: Оріяна, 1969. — 92 с.